# 维生素B12缺乏症
维生素B12缺乏症指的是血液中维生素B12含量过低的情况。此病症状广泛，可致思考能力下降、人格改变（如抑郁、易怒、思覺失調）、感觉异常、反射改变、肌肉功能减退，以及舌炎、味覺減退、贫血（红细胞数低）、心脏功能及生育能力减退。在小儿中，此症还可导致发育停滞、障碍，以及行动困难。如不及早治疗，部份症状可能会永久存在。
此症常为维生素B12肠胃吸收障碍、摄入不足或需求增多所致。吸收障碍可能由恶性贫血、胃摘除手术、慢性胰腺炎、腸道寄生蟲、一些药物或遗传障碍所致。摄入不足的情况可见于純素主義者或營養不良人群。艾滋病和红细胞快速分解的情况都可导致需求增多。诊断一般基于血液含量作出，成人中的指征为血液维生素 B12 含量低于 120–180 皮摩/升（170–250 pg/mL）。血液中甲基丙二酸浓度较高（超过 >0.4 毫摩/升）也可指示维生素B12缺乏。此症常伴随巨成红细胞性贫血的发生，但并非一定如此。
一般推荐食素的孕妇补充维生素B12以预防此缺乏症。一旦确诊，此症可轻易通过口服或注射补充剂治疗。对于健康人来说，维生素B12过量并不构成问题。此症的一些病例也可经过治疗病因缓解；如不可行，则可能需要持续补充。维生素B12缺乏症较为常见：经估计，低于60岁的人群有6%患此病，高于60岁者有20%患此病。在非洲和亚洲的一些地方，患此病者高达八成。

## 病因
- 饮食摄入含维生素B12的食物不足，包括：
  - 素食类:仙人掌、全麥、糙米、海藻（尤以綠藻、螺旋藻、紫菜、海帶為甚，惟當中部份係偽B12）、苜蓿芽、小麥草、米糠、雛菊、香菇、大豆與泡菜。
  - 发酵类素食:各種發酵豆製品與酵母衍生食物，例如味噌、腐乳、豆豉、無酵母啤酒、未經高溫油炸處理之臭豆腐等含活酵母之食品。[9][10]
  - 個別肉、奶、蛋食材。

- 内因子缺乏导致的选择性维生素B12吸收障碍。内因子缺乏的原因可能是慢性萎缩性胃炎导致胃体部壁细胞减少、胃大部切除术或者遗传性的内因子合成障碍。

- 消化吸收不良综合征所导致的维生素B12吸收障碍。包括末端回肠（维生素B12的主要吸收部位）损伤，比如外科手术、胃酸缺乏（ 包括药物，比如质子泵抑制剂所导致的胃酸缺乏）以及肠道菌群过度生长（比如盲袢综合征）.

- 慢性消化道阔节裂头绦虫（Diphyllobothrium）感染，可竞争性抑制人体对维生素B12的吸收和利用。该病主要发生于斯堪的纳维亚半岛，以及东欧的某些地区.

- 糖尿病治疗药物。二甲双胍可能会影响B12的吸收效率。[11]

- 遗传性因素，比如亚甲基四氢叶酸还原酶缺乏症，高胱氨酸尿症，转钴胺素缺乏症。

- 某些研究发现贾第虫病（giardiasis）或者类似的寄生虫感染引起的胃肠道吸收障碍可能是维生素B12缺乏的原因之一。 [12]

## 流行病学
近期的研究表明维生素B12缺乏症的发病率比原先认为的高出许多。美国塔夫斯大学近期的一项大型研究表明，约39%的人群维生素B12水平低于正常值。 该研究把维生素B12水平低于258pmol/L(350pg/L)作为诊断的标准。然而，也有学者认为当维生素B12较高(500-600pg/L)时，同样可以发生维生素B12缺乏症。 因此，Mitsuyama和Kogoh认为正常的标准应该定为550pg/L，Tiggelen等人则建议将标准定位 600pg/L。  如果基于上述标准，那么维生素B12缺乏人群的比例将远高于39%。
因为动物类食品摄入过少，在发展中国家，维生素B12缺乏症广泛存在。非洲、印度、南美洲和中美洲最为严重。  经济条件和文化背景对食物选择的偏向都是重要的影响因素。随着萎缩性胃炎发病率上升，B12吸收下降，老年人中维生素B12缺乏症也较为普遍。 未能额外补充B12的素食主义者或者纯素食主义者易患维生素B12缺乏症。某项研究发现，92%纯素食者血浆B12水平低于正常，这一比例在不限乳制品的素食者中为64% ，在不限蛋奶的素食者中为47%。 

### 推薦攝入量
食品和營養委員會（FNB）在國家科學院（原國家科學院）醫學研究所（IOM）開發的膳食參考攝入量（DRI）中提供了維生素B12和其他營養素的攝入建議 。DRI是用於規劃和評估健康人的營養攝取量的一組參考值的總稱。這些價值觀因年齡和性別而異包括：
- 推薦膳食津貼（RDA）：平均每日攝入量足以滿足幾乎所有（97％-98％）健康人的營養需求。
- 足夠的攝入量（AI）：當證據不足以發展RDA時確定，並且被設定為確保營養充足度的水平。
- 耐受上位攝入水平（UL）：最大每日攝入量不太可能導致不良健康影響。

表1列出了目前維生素B12的微量元素（mcg）的RDAs 。對於0至12個月的嬰兒，FNB建立了維生素B12的AI，相當於健康母乳喂養嬰兒的維生素B12的平均攝入量。
| 年齡      | 男      | 女      | 懷孕    | 哺乳期  |
| --------- | ------- | ------- | ------- | ------- |
| 0-6個月*  | 0.4 mcg | 0.4 mcg |         |         |
| 7-12個月* | 0.5 mcg | 0.5 mcg |         |         |
| 1-3年     | 0.9 mcg | 0.9 mcg |         |         |
| 4-8年     | 1.2 mcg | 1.2 mcg |         |         |
| 9-13歲    | 1.8 mcg | 1.8 mcg |         |         |
| 14歲以上  | 2.4 mcg | 2.4 mcg | 2.6 mcg | 2.8 mcg |

*充足的攝入量   資料來源: https://ods.od.nih.gov/factsheets/VitaminB12-HealthProfessional/ （页面存档备份，存于）

## 发病机制
巨幼细胞性贫血的病因可能是DNA合成，尤其是胸腺嘧啶合成障碍。DNA的合成需要5-四氢叶酸-同型半胱氨酸甲基转移酶的参与。维生素B12是该酶的辅酶，能促使同型半胱氨酸转化为甲硫氨酸，因此缺乏时导致DNA合成障碍。
巨幼细胞性贫血时，其它细胞系，比如白细胞和血小板通常也处于低下的状态。骨髓活检通常能发现造血细胞巨幼样变，以幼红细胞的改变最为明显。

## 临床表现
维生素B12少量缺乏或者缺乏的早期并没有典型的临床症状。一般表现为：疲劳、注意力不集中、记忆力下降、易激怒和抑郁。
因为维生素B12可能参与松果体(通过黑色素)睡眠觉醒周期的调控，因此缺乏时可能会发生睡眠障碍。.
除了贫血之外，维生素B12 缺乏的相关神经系统症状可以独立存在，包括因周围神经系统神经元脱髓鞘和神经元细胞死亡所造成的感觉异常，症状有肢端麻木、协调能力受损等等，若未能及时治疗，则可造成共济失调步态，称作亚急性脊髓联合变性。
B12缺乏同样可导致躁狂等精神症状。 
近期的研究表明维生素B12缺乏与阿尔茨海默病(Alzheim’s Disease)之间并不存在明显的相关性。
有相关的临床资料表明抑郁的严重程度与血浆维生素B12下降的程度成正比。 
双向障碍似乎与遗传性的维生素B12缺乏(恶性贫血)存在某些基因学上的联系。.
美国的每日科学 (Science Daily) 杂志曾经报道，美国农业部塔夫斯大学 约翰·梅尔（Jean Meyer)人类营养抗衰老研究中心(Human Nutritrion Research Center on Aging) 发现维生素B12缺乏可能引起血管性认知功能障碍，该报道称，血管改变独立于神经系统或者其他的退行性改变而存在。在小鼠动物模型中，饮食缺乏叶酸、维生素B12以及维生素B6可导致脑部血管长度和分布密度的改变。
维生素B12缺乏的相关症状总结如下： 
1. 舌部发痒或者发麻。舌部常发痒，且毫无预警。常位于舌缘或者舌尖。 某些患者可能会有刺痛感或者麻木感。
2. 白色点状皮疹，常位于前臂桡侧，可能是该区域黑色素缺乏的结果。 随着病情进展，这些皮疹开始干燥并脱落。
3. 单侧或者双侧手掌突发的刺痛感和麻木感，常发生于邻近环指的部位。 如果维生素B12缺乏未得到及时纠正，则该症状可能从腕部开始向手掌外侧缘蔓延。腕部背屈时症状明显。
4. 口角有疼痛感，有时可蔓延至嘴唇， 表皮有脱落，但无水泡，反复发作。
5. 身体偶尔有轻微的电击感，常在一侧髋部或者一侧上半身(沿肋骨)的多个部位相继发生。
6. 呼吸困难. 但不伴有胸痛，常在行走后发生。
7. 单侧上或者下眼睑抽动。
8. 脸部疼痛，性质多样，难以描述。可以是颧骨钝痛，或者前额部尖锐的疼痛感，也可以从颅骨经眼传递至鼻侧。
9. 单侧或者双侧大腿后部从髋部开始有放射状麻木感。
10. 记忆力受损或定向障碍。
11. 偏头痛。先兆症状常是视野中央部位出现暂时性盲点，持续大约10分钟。之后，视野中出现持续数小时弯曲的条纹。偏头痛的症状多种多样，严重时可以导致呕吐，也可以没有明显症状。(偏头痛的病因常不是维生素B12缺乏，但某些患者在补充维生素B12后症状可以缓解甚至治愈。)
12. 背部酸痛。[來源請求]

## 诊断
维生素B12缺乏症时血浆B12水平常低于正常值，但并不绝对。也即，B12水平正常不能排除诊断。因为，在某些情况下，比如恶性贫血，高滴度的抗内因子抗体能造成实验室检查的假阴性。这些患者有维生素B12缺乏症的临床症状，但B12水平正常或者高于正常，补充维生素B12后症状能明显好转。
血浆中的同型半胱氨酸和甲基丙二酸水平在诊断维生素B12缺乏症时更为重要。10%维生素B12水平在200-400pg/l之间的患者，其同型半胱氨酸和甲基丙二酸水平升高。维生素B12缺乏症高危患者(比如，饮食摄入不足的素食主义者)，可以常规监测尿甲基丙二酸水平可以作为早期发现的手段，因为甲基丙二酸水平常在疾病早期就有所升高。 然而，如果甲基丙二酸水平的升高伴随着丙二酸水平的升高，这也可能预示着一种经常被忽视的代谢性疾病，即结合性丙二酸及甲基丙二酸血症(CMAMMA)。
若患者已有神经系统症状，可测量脑脊液中B12的水平，但一般在常规血清学检查无所发现时使用。
希林实验(Schiling test)：
- 第1步：患者口服放射性Co57或者Co58标记的维生素B12，同时肌肉注射未标记的维生素B12，使组织中的B12处于饱和状态以抑制放射性标记维生素B12的吸收。正常情况下，24小时尿中至少有5%的放射性标记的维生素B12。若24小时尿中排出的放射性标记的维生素B12小于5%，则可诊断维生素B12缺乏症。

- 第2步：如果上述试验有异常发现，则在第1步的基础上，口服内因子，同样收集24小时尿。若试验结果正常，表明内因子缺乏，可能是恶性贫血或者其他导致内因子生成减少的疾病。若仍异常，说明是其他疾病引起的维生素B12缺乏。

## 治疗
维生素B12可以口服、舌下含服、经鼻喷雾或者肌肉注射，可单独或合并其他药物使用。B12的制剂包含有氰钴胺（cyanocobalamin，经氰化物提纯而成的人工成品）、羟钴胺（hydroxocobalamin，即维生素B12α）及维生素B12的两种辅酶形式，甲钴胺（methylcobalamin, MeB12）和5-脱氧腺苷钴胺素（5-deoxyadenosylcobalamin），又名腺苷钴胺。
为了保证维生素B12的吸收，我们一般选择肠外给药。但目前口服替代治疗也已经成为可能。只要剂量够大，就能保证机体摄入足够剂量的维生素B12。一般每天服用大于1-2毫克，就称之为大剂量。 . 
低钾血症，是指血液中钾离子水平低于正常。因为造血细胞分裂增殖等过程都需要钾离子的参与，因此，低钾血症常发生于补充维生素B12，在治疗过程中需要注意预防。

## 延伸閱讀
- Pacholok SM, Stuart JJ. . Fresno, CA: Linden Publishing. 2011. ISBN 978-1-61035-065-5.
- Hooper M. . London: Hammersmith Press. 2012. ISBN 978-1-78161-004-6.

## 外部連結
- http://www.webmd.com/a-to-z-guides/vitamin-b12-deficiency-anemia-topic-overview （页面存档备份，存于） WebMD overview
- Vitamin B12 and Folate at Lab Tests Online （页面存档备份，存于）